# Caduta di Tlemcen
La caduta di Tlemcen fu un evento del 1517 quando l'ammiraglio Aruj Barbarossa prese la città di Tlemcen al sultano locale, Abu Zayan, ultimo membro della dinastia degli Zayyanidi.
La caduta di Tlemcen venne seguita da quella di Ténès, sempre ad opera di Aruj e di suo fratello, Khayr al-Din. Il Sultano di Tlemcen si portò dunque a Fez in Marocco. Aruj si incoronò personalmente re di Tlemcen. L'unico sopravvissuto della dinastia degli Zayyanidi fu Sheikh Buhammud, che fuggì ad Oran dove richiese l'assistenza degli spagnoli per riconquistare il suo regno.
Questa vittoria pose Aruj quale sovrano di tutto l'entroterra dietro la base spagnola di Orano, il che costituiva una continua e grave minaccia alle rotte commerciali locali. Questa vittoria garantì inoltre ad Aruj un notevole territorio che sarà grossomodo corrispondente a quella che secoli dopo sarà l'Algeria francese.

## Conseguenze
Gli spagnoli ad ogni modo reagirono nel 1518 lanciando un attacco diretto a Tlemcen, che era ad appena un centinaio di chilometri da Oran, e riuscirono a catturare la città e ad uccidere Aruj, prendendo possesso della regione di Tlemcen.
Poco dopo, ad ogni modo, il re del Marocco raccolse un notevole esercito e marciò su Tlemcen, espellendovi a sua volta gli spagnoli.
Gli ottomani dal 1545 poterono nuovamente esercitare la loro diretta influenza su Tlemcen. In quell'anno, infatti, il governante wattasside del Marocco, il sultano Ahmad al-Wattasi era stato fatto prigioniero dai suoi rivali, i Saadiani. Il suo successore, Ali Abu Hassun, reggente per il figlio minore di Ahmad, Nasir al-Qasri, decise di stringere un'alleanza con gli ottomani per ottenere il loro supporto bellico ed in cambio cedette loro l'area dell'ex regno di Tlemcen.